# Sövestadsbygdens församling
Sövestadsbygdens församling var en församling i Ljunits, Herrestads, Färs och Österlens kontrakt i Lunds stift. Församlingen låg i Ystads kommun i Skåne län och ingick i Ystads pastorat. Församlingen uppgick 2022 i Ystad-Sövestads församling.

## Administrativ historik
Församlingen bildades år 2002 av Sövestads församling, Bromma församling, Hedeskoga församling, Högestads församling, Baldringe församling och utgjorde därefter till 2014 ett eget pastorat. Från 2014 till 2022 ingick församlingen i Ystads pastorat. Församlingen uppgick 2022 i Ystad-Sövestads församling.

## Kyrkor
- Baldringe kyrka
- Bromma kyrka
- Hedeskoga kyrka
- Högestads kyrka
- Sövestads kyrka